# Breyell
Breyell is een stadsdeel van Nettetal. Voor 1970 was de plaats samen met Schaag een zelfstandige gemeente. De oude Keltische nederzetting (Keltisch: Britogilum voor "lichtend water") wordt voor het eerst schriftelijk vermeld in de 12e eeuw.
Breyell was in de middeleeuwen een belangrijke handelsplaats, behorend tot het Hertogdom Gulik. Het belang van de plaats kwam door de gunstige ligging van de plaats ten opzichte van Keulen - 's-Hertogenbosch, Aken - Nijmegen. Verder lag de plaats niet ver van oude opslagplaatsen aan de Maas (Havens Tegelen/Steyl en Venlo). In de 16e eeuw leefden de inwoners van Breyell naast de handel ook van landbouw en goederenvervoer.
De boeren waren in een bepaalde periode van het jaar ook marskramer. Zij droegen vaak een mand (de mars) op hun rug. Deze kramers ontwikkelden een eigen taal (Marskramerlatijn).
De bouw van de spoorlijn Venlo - Viersen in 1864 droeg bij tot de ontwikkeling van de plaats.
De ontwikkelingsspeerpunten van de plaats in de gemeente Nettetal zijn woningbouw en "schone" industrie omdat de plaats in een waterwingebied ligt.

## Bezienswaardigheden
- Oude Lambertitoren uit de 14e eeuw
- Sint-Lambertuskerk van 1905, in neoromaanse stijl
- Huis Baerlo, in vervallen staat
- Kasteel Weyer, uit de 14e eeuw
- Brandweermuseum

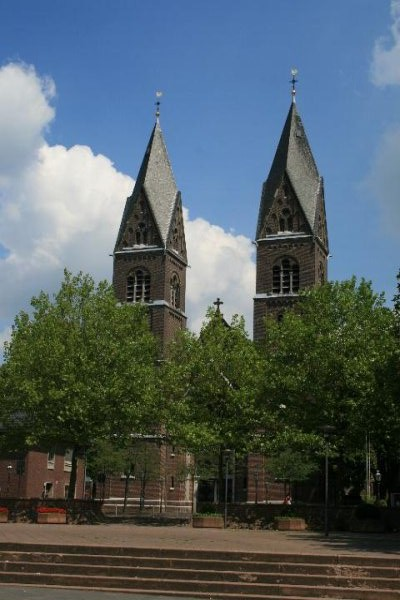
Sint-Lambertuskerk
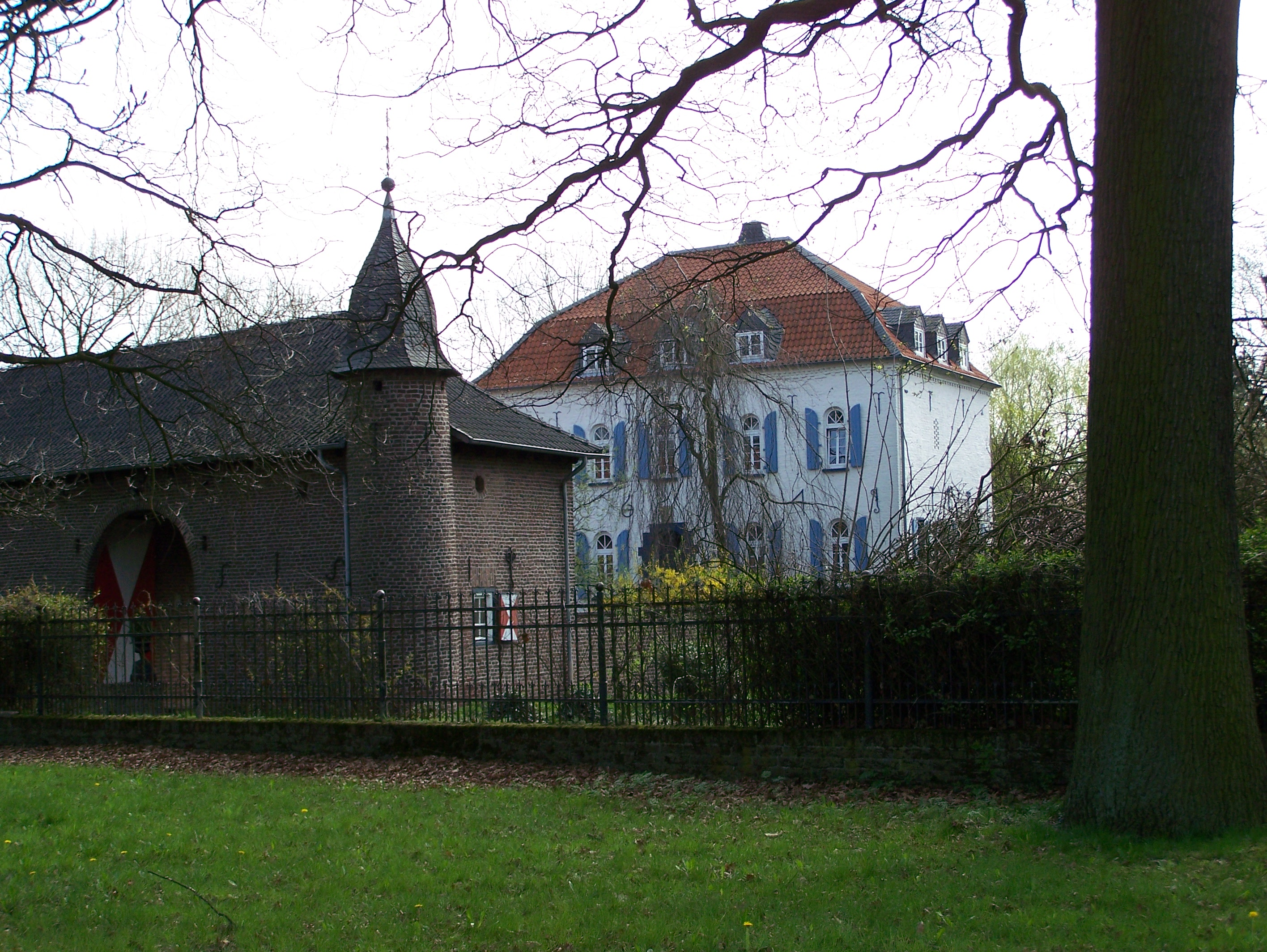
Kasteel Weyer
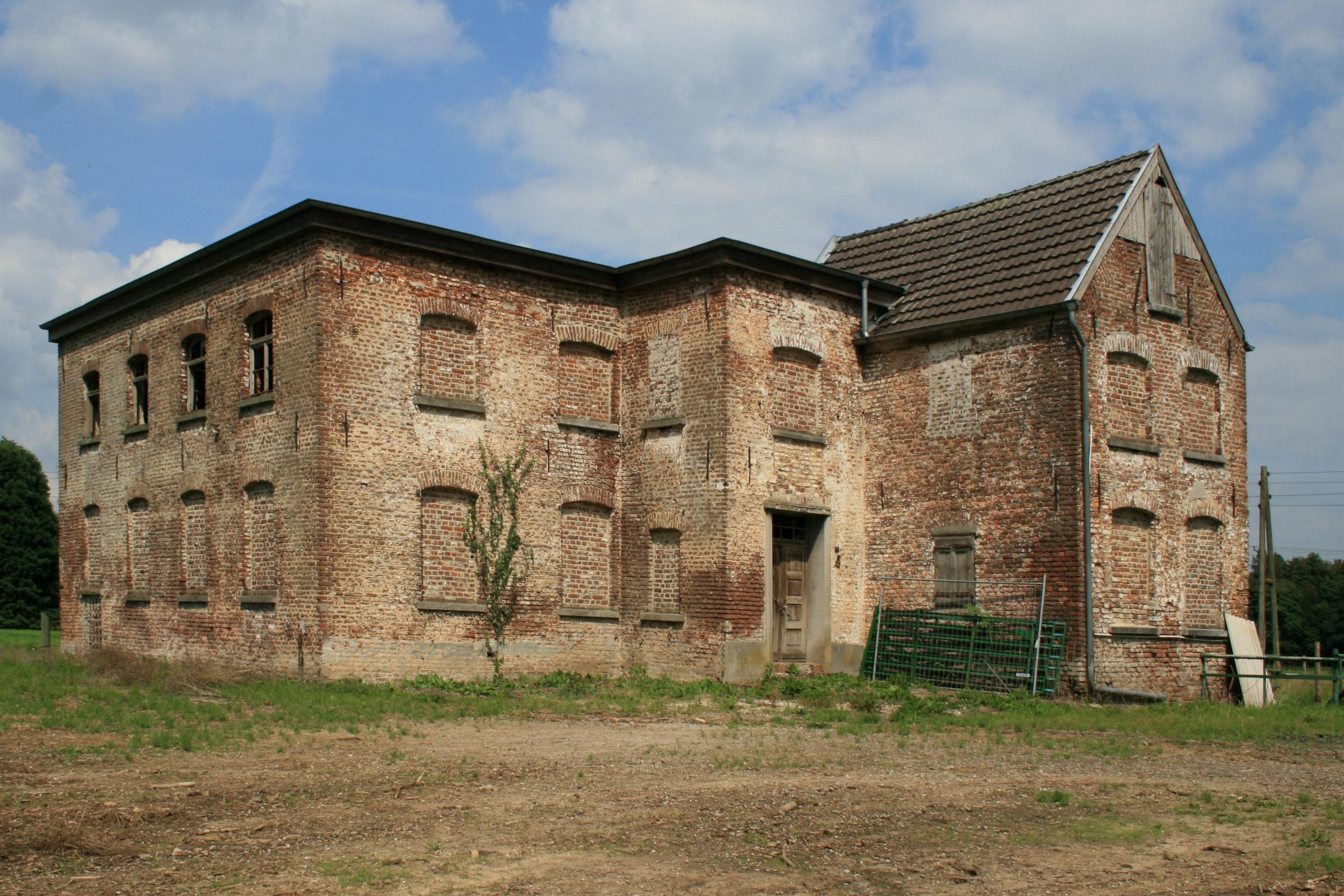
Huis Baerlo
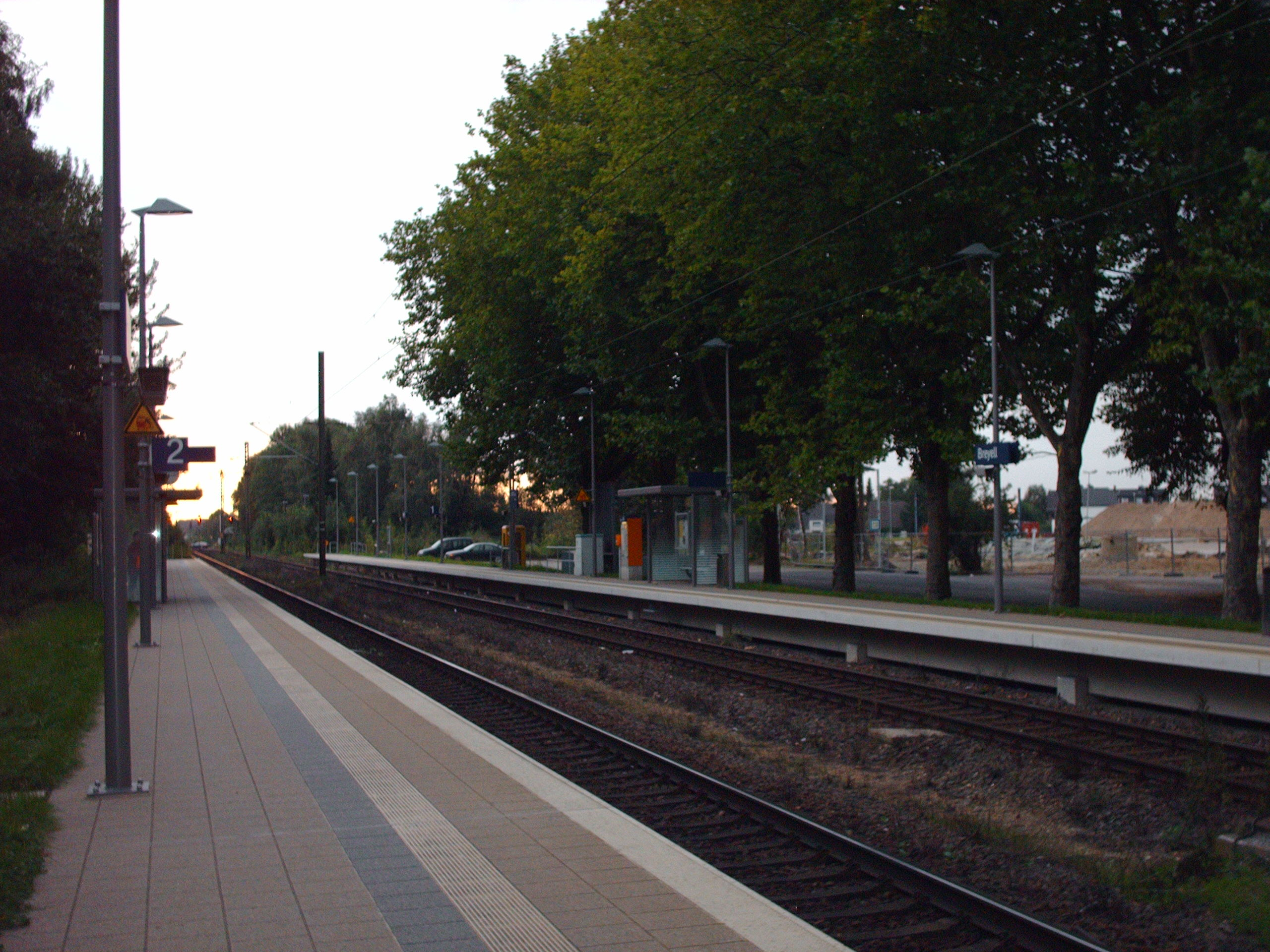
Station Breyell